# Merchant Prince
Merchant Prince est un jeu vidéo de stratégie au tour par tour sorti en 1993. Il est développé par Holistic Design et édité par Quantum Quality Productions. Il propose d'incarner un marchand dans l'Italie de la Renaissance : il s'agit d'accumuler des richesses et de surpasser les familles marchandes rivales. Le jeu ressort en 1995 sous le titre Machiavelli the Prince avec des graphismes et une musique améliorés.

## Accueil
| Merchant Prince |      |       |
| Média           | Pays | Notes |
| Dragon Magazine | US   | 3/5   |
| Gen4            | FR   | 87 %  |